# CUS Parma Pallavolo Femminile
La CUS Parma di pallavolo femminile è una divisione del Centro Universitario Sportivo dell'Università degli Studi di Parma.

## Storia della società
Il CUS Parma Pallavolo Femminile militò nel massimo campionato femminile in due diverse fasi: la prima, più fortunata, tra le stagioni 1968-69 e 1974-75, ebbe il suo culmine nella storica vittoria dello scudetto 1970-71 guidata dal professor Giorgio Muzzi, mentre la seconda, tra il 1982-83 e il 1986-87, conobbe il suo apice nell'approdo della squadra, sponsorizzata Acqua Lynx, alle semifinali dei play-off scudetto 1983-84.
Dopo l'abbandono dello sponsor, il CUS ridimensionò le sue ambizioni, ritornando a gareggiare nei campionati universitari e vincendo un titolo nazionale nel 2001.

## Palmarès
- Campionato italiano: 1

1970-71